# 에린 피트

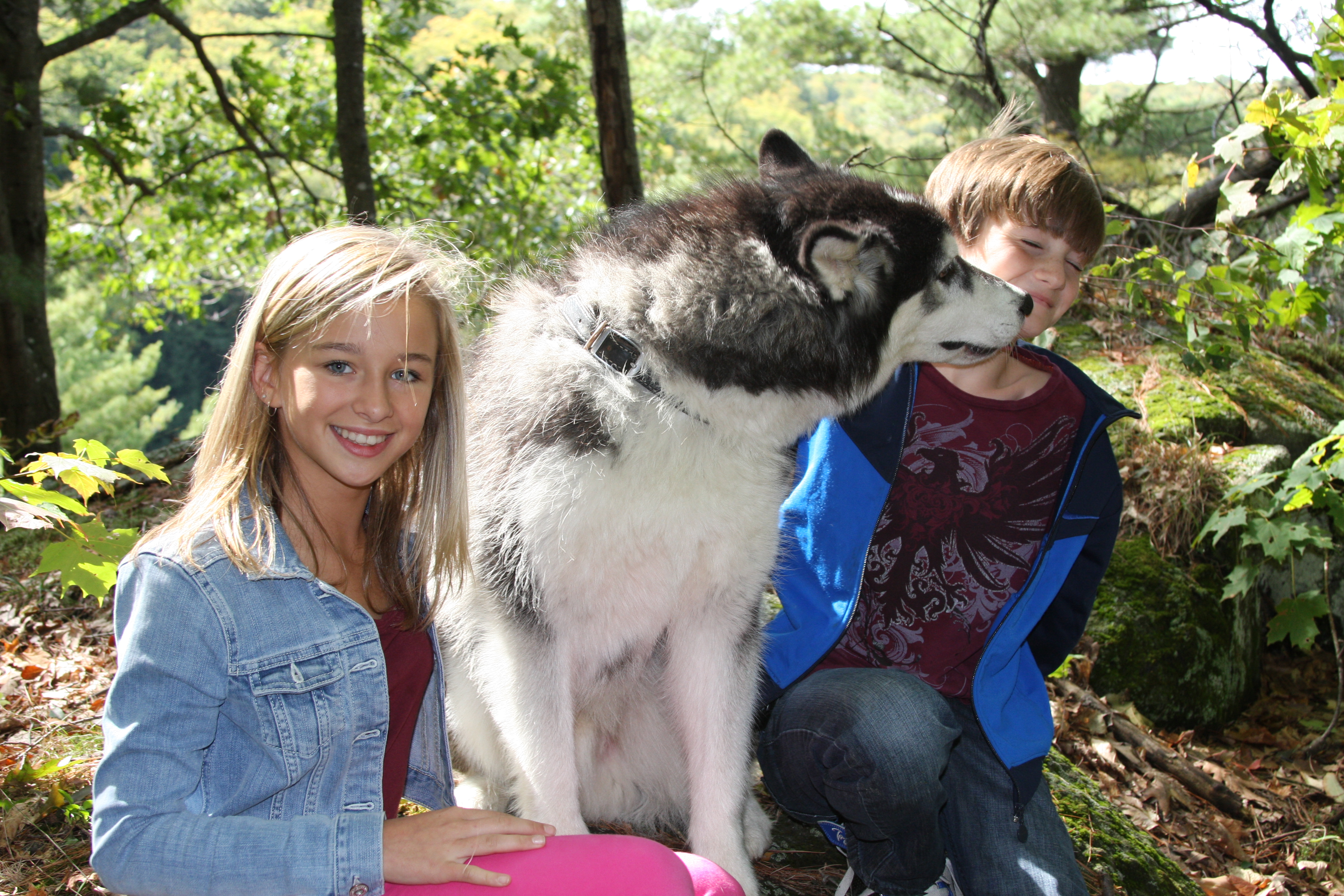

에린 피트(Erin Pitt, 1999년 9월 22일 ~ )는 캐나다의 배우, 영화배우, 성우이다.
해밀턴에서 태어났다.

## 영화
- 어게인스트 더 와일드 (2013년)
- 디어 스케빈져 (2012년) - 젬마 역